# Aplopappus
Aplopappus là một chi thực vật có hoa trong họ Cúc (Asteraceae).

## Loài
Chi Aplopappus gồm các loài: